# 375 f.Kr.

## Händelser

### Efter plats

#### Grekland
- Den thebanske generalen Pelopidas blir ledare för det Heliga bandet, en utvald infanterigrupp bestående av 300 soldater.
- Då han får veta att den spartanska garnisonen i Orchomenos i Boiotien ska ge sig ut på en expedition till Lokris beger sig Pelopidas iväg med det Heliga bandet och en liten kavalleristyrka för att försöka erövra Orchomenos, då den är obevakad. När de närmar sig staden får de dock veta, att en stor styrka har skickats från Sparta för att förstärka garnisonen i Orchomenos och närmar sig staden. Därför retirerar Pelopidas med sin styrka, men innan thebanerna kan nå säkerheten i Tegyra möter de den ursprungliga spartanska garnisonen på väg tillbaka från Lokris. I det efterföljande slaget vid Tegyra lyckas thebanerna krossa den större spartanska styrkan.

#### Kina
- Zhou Lie Wang blir kung av den kinesiska Zhoudynastin.

#### Rom
- Juno Lucinas tempel invigs.